# Orde de Roncesvalls
L'Orde de Roncesvalls fou un orde de canonges regulars de tipus hospitaler constituïda al segle xii vinculat a l'hospital de pelegrins de Roncesvalls i a la seva col·legiata. Subsistí, com a capítol regular, fins al 1983, que fou substituït per un capítol de sacerdots seculars.

## Història
L'hospital i col·legiata de Roncesvalls, al principal pas pirenaic del Camí de Sant Jaume, fou un dels més freqüentats pels pelegrins. Estava atès per una comunitat de canonges regulars augustinians, que es fundà cap al 1137 i consta en diferents documents del segle xii.

### Precedents
El camí havia estat consolidat pel rei Sanç Garcés I de Pamplona (905-925) per fomentar les relaciona amb altres regnes cristians. Les primeres notícies sobre un hospital i centre de pelegrins a la ruta al seu pas pels Pirineus daten del tercer quart del segle xi, quan els reis de Pamplona confien l'atenció als pelegrins al monestir de Leire, de l'Orde de Sant Benet, a qui fan donació d'un petit establiment a San Salvador de Ibañeta, a Roncesvalles, on avui hi ha l'ermita del mateix nom.
Entre 1076 i 1134, la unió de Navarra i el regne d'Aragó va provocar que la dinastia afavorís com a hospital de pelegrins el situat al pas de Somport (Aísa, Aragó) que donà origen a un gran hospital, el de Santa Cristina, i una comunitat que el regia, l'Orde de Santa Cristina de Somport, de canonges regulars augustinians, que tingué jurisdicció sobre l'hospital de Roncesvalles.

### Fundació i consolidació del capítol de canonges
Poc després, quan en 1134 se separen Aragó i Navarra, Somport i Leire queden en l'òrbita aragonesa i Garcia I de Pamplona, amb el bisbe Sanç de Pamplona, potenciaren l'hospital de Roncesvalles. En 1135, el bisbe va crear un capítol de canonges regulars que s'encarregarien de dirigir l'alberg i hospital i l'església. A més, va dotar la comunitat amb rendes de les valls properes i d'altres llocs del regne. La comunitat augustiniana, que seria l'Orde de l'Hospital de Roncesvalles, va rebre llegats i donacions dels reis, bisbes i nobles navarresos, a més de les de pelegrins agraïts. Aviat es construí a la vall la capella de Sancti Spiritus i un primer hospital, desaparegut, que apareix citat al Poema de Roncesvalles del segle xiii. ema de Roncesvalles" de principios del siglo XIII.
L'organització de la comunitat era similar a la del capítol de canonges de la catedral de Pamplona, amb un prior i seguint la Regla de Sant Agustí, com un orde de canonges regulars més. A mitjan segle xiii, alguns documents indiquen que la comunitat té caràcter d'orde militar. Així, en un document del papa Urbà IV de 1264, quan s'esmenten els destinataris del repartiment d'alguns tributs, s'indiquen alguns ordes militars com els templers, els cavallers de Sant Jaume o:
| « | fratribus domorum militie ... Sancte Marie Theutonicarum et Roscide-vallis | » |

L'organització era similar a la dels ordes militars hospitalers, amb comandes, i consten els noms de comanadors com Domingo García, citat en 1272 en un document pontifici com a comanador de l'Hospital de Roncesvalles a Itàlia.

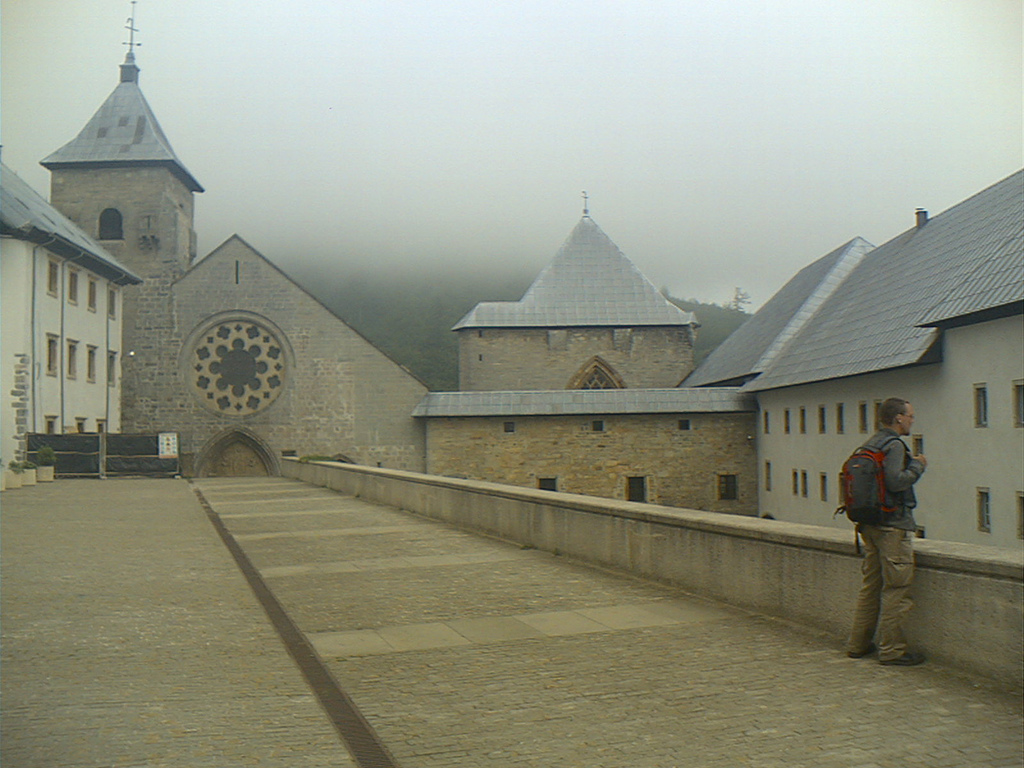
Col·legiata i complex de Roncesvalles
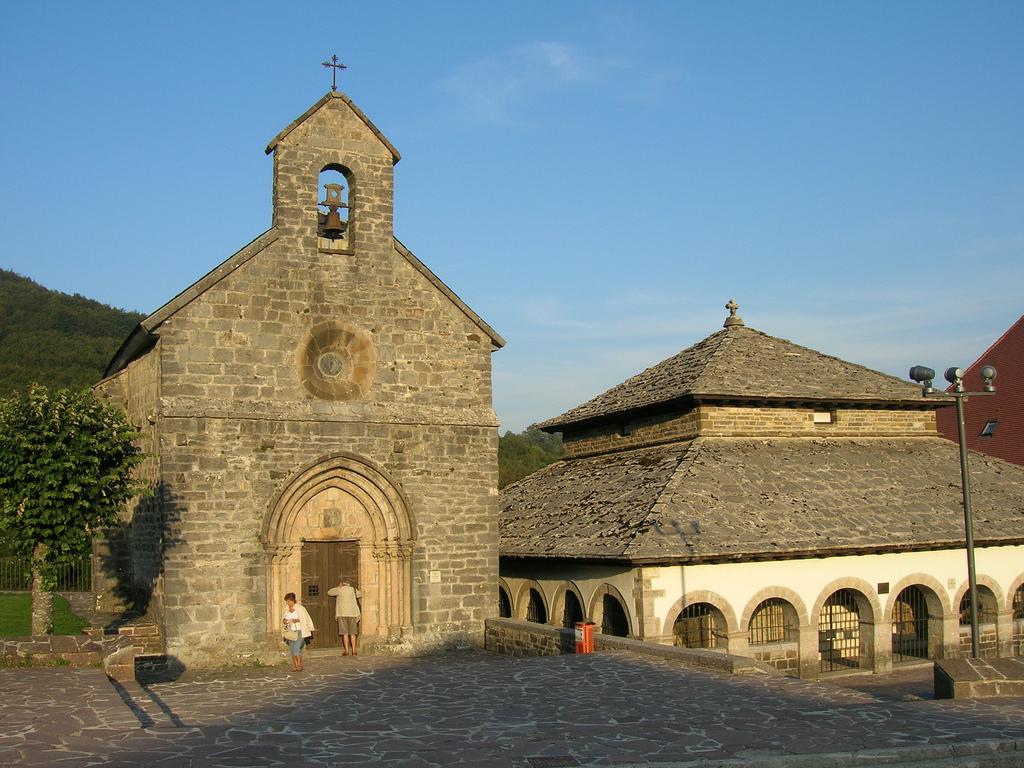
Església de Sant Jaume (Roncesvalles) i capella de l'Esperit Sant, a la dreta
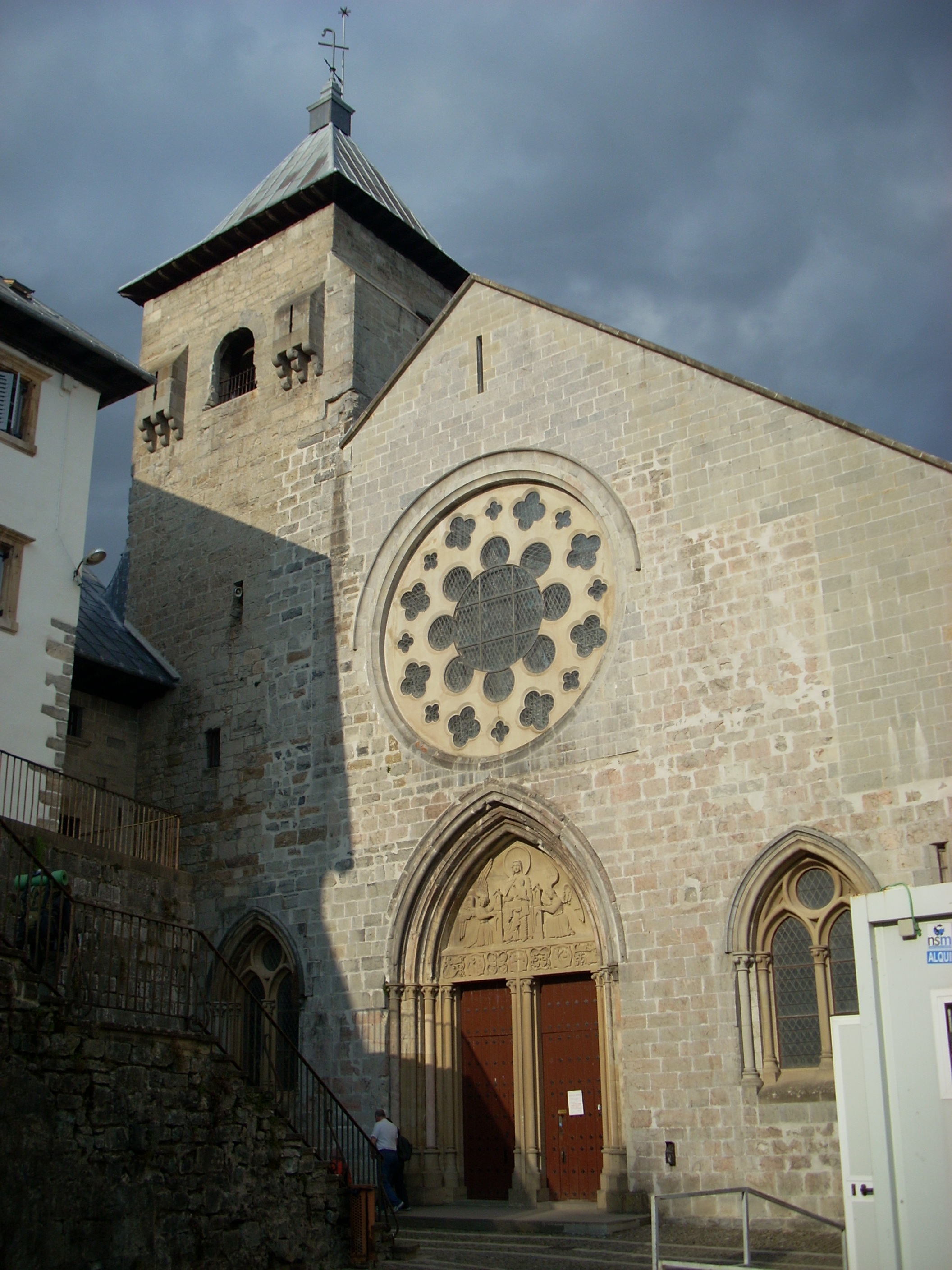
Col·legiata de Santa Maria de Roncesvalles
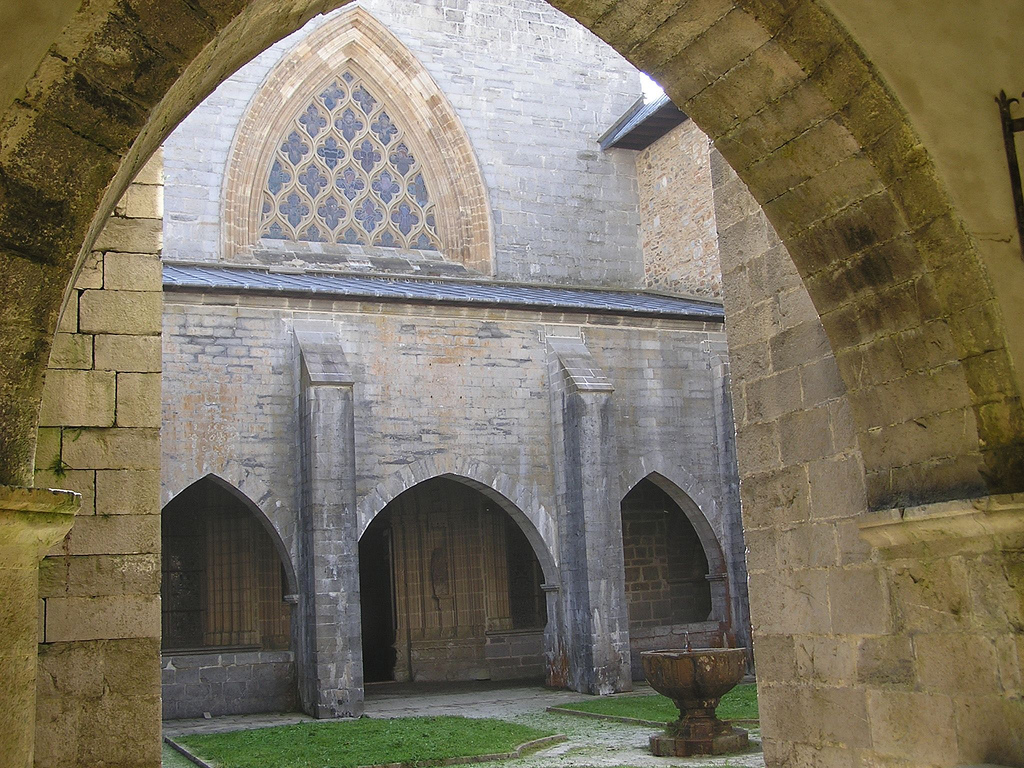
Claustre de la col·legiata

### Apogeu i expansió
La protecció reial va convertir la col·legiata i l'orde en rics i importants: els priors de Roncesvalles gaudien de privilegis propis dels bisbes i en la segona figura del clergat del regne de Navarra, a més d'ésser consellers del rei. La definitiva separació del capítol de Roncesvalles respecte al de Pamplona es donà al final del segle xiii, quan la comunitat començà a elegir el seu prior vitalici directament, sense intervenció del bisbe (que només la confirmava), com també a administrar els seus béns de manera independent. A partir de la segona meitat del segle xiv, la confirmació del prior la feia directament el papa.
L'orde configurà un sistema de comandes que difongué la presència de Roncesvalles fora de les fronteres de Navarra, en virtut de donacions i llegats. Així, l'orde tingué la vila de Villagra (regne de Lleó), el lloc de Luimil (Castelomendo, a Portugal), Charing (Londres, Anglaterra), Santa Maria Mascarella (Bolonya, Itàlia) i alguns llocs a Tolosa de Llenguadoc.
L'expansió de l'orde coincideix amb la construcció de l'església de Santiago, la de Santa Maria i l'hospital nou. Probablement, continuà com a orde de canonges regulars de carisma purament hospitaler, incloent-hi l'assistència espiritual dels pelegrins i dels fidels d'algunes parròquies properes i la de la Reial Col·legiata de Roncesvalles.

### Declivi
Des de l'últim terç del segle xiv comença un cert declivi de Roncesvalles, que perd les possessions que tenia fora de Navarra i té problemes financers. La guerra civil de Navarra afecta l'orde i el prior perd el seu paper polític en el regne. Cap al segle xvi, la situació de la col·legiata i l'hospital havia empitjorat i s'imposava una reforma de la comunitat de canonges. El prior Francisco de Navarra i el canonge i jurista Martín de Azpilcueta la iniciaren i en 1531 aprovaren un nou repartiment de les rendes de la col·legiata en tres parts: per al prior, el capítol i per a les necessitats d'assistència i reforma d'edificis. La comunitat tornava a dependre de l'arquebisbat de Pamplona.
La minva del nombre de pelegrins va afectar la tasca assistencial, però les rendes del monestir continuaven essent grans i s'hi van fer edificacions com les cases dels beneficiats, l'hostatgeria, al segle xvii o el molí al XVIII. Al final d'aquest segle es volia aixecar un nou hospital, però les guerres, com la Guerra del Francès ho impediren. La revolució de 1820 i els conflictes polítics i les guerres carlines van fer minvar els ingressos i la comunitat va estar a punt de desaparèixer, i entre 1844 i 1866 tingué una greu crisi.
El 1983 la comunitat de canonges regulars es convertí en un capítol secular de canonges preveres amb les mateixes normes que els sacerdots de la diòcesi. En 2010, la manca de sacerdots espanyols per a l'atenció de la col·legiata va obligar Francisco Pérez, arquebisbe de Pamplona, a proposar que se'n fessin càrrec a la comunitat benedictina de Sankt Ottilien de Baviera.
A l'orde està vincultat la confraria laica de Santa María de Roncesvalles-Orreaga, presidida pel prior de la col·legiata.